# Avonmore
L'Avonmore (en irlandais : Abhainn Mór, littéralement « grosse rivière », ou Abhainn Dé) est une rivière coulant entièrement dans le comté de Wicklow en Irlande, et un affluent du fleuve Avoca.

## Géographie
Elle naît dans le Lough Dan, des eaux des rivières Glenealo, Glendasan et Annamoe. Elle forme lors de sa confluence avec l'Avonbeg le fleuve Avoca.
Avonmore est également le nom d'une rue à Londres où est enregistré l'album homonyme (en) de Bryan Ferry en 2014.